# 有森裕子
有森 裕子（ありもり ゆうこ、1966年12月17日 - ）は、元女子マラソン選手で日本におけるプロランナーの草分けでもある。日本体育大学体育学部体育学科卒業。株式会社アニモ所属
日体大客員教授、日本陸上競技連盟会長。日本プロサッカーリーグの理事、スペシャルオリンピックス日本の理事長、IOCのSport and Active Society Commissionメンバー、ワールドアスレティックス（旧国際陸上競技連盟）理事・女性委員会委員、国連人口基金親善大使、リーフラスアドバイザー。

## プロフィール
岡山県岡山市出身。岡山市立牧石小学校、岡山市立岡北中学校を経て就実高等学校へ進む。中学時代はバスケットボール部に所属したが、校内運動会の800メートル競走で3回優勝していた。高校入学の際、陸上部に入部を希望するも、中高一貫校である就実では中学校から持ち上がってきた素質ある陸上選手がおり、他の中学校から来た素人同然のランナーなど不要であると言われる。しかし有森は諦めず、1ヶ月後に入部を認めさせた。高校時代に陸上競技で目立つ結果は残していないが、有森が高校に入学した年度に始まった全国都道府県対抗女子駅伝に、第1回から第3回まで補欠で登録されるという、同大会役員によれば大会史上唯一の記録が残っている。このころの有森は、日本の女子長距離走の第一人者であった増田明美にあこがれ、増田について書かれた記事を練習日誌に貼っていた。
高校卒業後、高校の陸上部顧問の推薦を得て日本体育大学に進学。日体大への進学は、教師だった父の影響でもあった。1年の時に関東学生陸上競技対校選手権大会の3000mで2位、また3年間補欠であった全国都道府県対抗女子駅伝に、4度目の正直で正選手として出走を果たす。が、生まれたときに股関節脱臼だったこともあり怪我が絶えず、その後は2年半に亘り鳴かず飛ばずで、密かにトライアスロン転向を目論み（女子の第一人者がいないという安易な思惑からであった）、親の仕送り全部を使って高額なトライアスロン用自転車を購入した。ところがその自転車は盗まれてしまい、そのことで有森は我に返ったという。3年の冬に学生駅伝にメンバーとして選ばれ、以降、有森は陸上競技からの転向は考えなくなった。全日本大学女子駅伝では区間賞を獲得している。
大学で競技者としての生活は終えて卒業後は教師になるつもりでいた。父親が教師をしている影響で、高校時代から体育教員志望であったという。しかし、教育実習期間中に、何の特別な準備もせずに出場した記録会で自己ベストから2番目の好タイムで優勝したことで、進路を実業団へと変える。折しもリクルート事件の真っ只中にあったリクルート社に、半ば押し掛けのような形で自分から連絡を取り、全くの無名で記録も残していない身でありながらその熱意を監督の小出義雄に認められ、最初はマネージャー兼選手という形で陸上部への入部を果たす。

### 初マラソン日本最高・日本最高記録達成
1990年の大阪国際女子マラソンがマラソン初レースだった。中間点を過ぎて先頭集団から脱落するが、その後も粘り続けて2時間32分51秒の記録で6位に入賞する。この記録は当時の初マラソン日本女子最高記録であった。1991年にも大阪国際女子マラソンへ2年連続で出場。レース後半に入った35Km手前からカトリン・ドーレ（ ドイツ、当時 東ドイツ）と激しく首位を競り合うが、終盤でドーレに突き放される。優勝はならなかったものの日本人ではトップでゴール、2時間28分1秒の2位と健闘し、当時の日本最高記録を樹立。同年開催の世界陸上東京大会女子マラソン代表にも選出され、一躍日本女子のトップランナーへ世間の注目を集め始めた。
この間の1990年、有森は日本陸上競技連盟（日本陸連）が初めて行った高地トレーニング（アメリカ合衆国・ボルダー）に、当時から有森のライバルでもあった山下佐知子らとともに参加した。

### 世界陸上4位入賞・オリンピック代表選考騒動
同1991年夏に東京で開かれた世界陸上競技選手権大会のマラソンでは、メダルには届かなかったが、2時間31分08秒で4位入賞を果たし、バルセロナオリンピック（1992年）代表の有力候補となったものの、その時点ではまだ代表内定は出なかった（山下佐知子が2時間29分57秒で日本人トップの2位に入り銀メダル獲得、先にバルセロナ五輪内定に決まった。荒木久美は12位）。有森はその後バルセロナ五輪国内選考会の一つである、翌1992年1月の大阪国際女子マラソンに出場予定だったが、左足の怪我のために欠場。また次の同年3月の名古屋国際女子マラソンも回避し、バルセロナ五輪女子マラソン代表選考は決定をただ待つのみとなる。尚名古屋国際が終了後の有森に対し、日本陸連からは「ケガが完治した事をアピールして欲しい」という要請もあって、有森は地元岡山市と及び千葉県の各10Kmロードレースで優勝するなど、不安が無いという存在を示していた。
そのオリンピックの女子マラソン代表の座をめぐり、有森が出場しなかった1992年1月の大阪国際女子マラソンでは、有森の日本最高記録を更新して2時間26分26秒のゴールタイムで優勝し、バルセロナ五輪代表を確定的にした小鴨由水に次ぎ、2時間27分2秒の好記録で2位となった松野明美と比較されることになる。当時の国民的な大論議となり、松野が自ら五輪代表決定直前に「私を選んで下さい」という異例の記者会見も大きな話題となった。
しかし代表選考の結末は、最後の3人目に有森の方がマラソンの経験と実績が買われて、山下・小鴨と共にバルセロナ五輪女子マラソン代表となった。それでも、有森よりも記録が良かった松野を落選させるという、日本陸連の不透明で曖昧な選考方法に抗議の声が殺到、有森の所属するリクルート等にも誹謗中傷の電話や手紙が相次いだという。尚、念願のオリンピック初代表に選出された有森は記者会見で「色んな形でこういう感じで決まった事も有りますが、『よかったな』という想いを、少しでも今日は出して良いんじゃないかなと」「受験発表を待つよりもちょっと酷いかな、という気持ちが有りました」等と落選した松野を気遣ってか、喜びの笑顔はほとんど見せなかった。
その後、有森と松野は20年間に渡って一度も互いに言葉を交わすことはなかった。後に『[劇場版]ライバル伝説 光と影』の映画鑑賞企画において20年ぶりに再会した際、有森は「20年間、松野明美を避けて来た」、「以前も何回か対面の機会はあったのですが、心情簡単には会えないなと思いまして、私の方が避けていました」と心情を吐露している。

### バルセロナ五輪で銀メダル
その1992年バルセロナ五輪女子マラソン本番での有森は、29Km付近で3位集団から抜け出してスパート。レース終盤の35Km過ぎ、先頭を走っていたワレンティナ・エゴロワ（ ロシア、当時 独立国家共同体）に追いつき、その後エゴロワと二人で急な登り坂が続くモンジュイクの丘にて、約6キロに及ぶ激しい死闘を繰り広げた。
競技場へ入る直前でエゴロワに引き離され、8秒差で五輪優勝はならなかったが、2位でゴールし、銀メダルを獲得する。日本女子陸上競技界では、1928年のアムステルダムオリンピック・女子800mで同じく銀メダリストの人見絹枝以来、64年ぶりの五輪メダル獲得である。奇しくも有森は人見と同郷（岡山出身）であり、その上銀メダルを獲得した日付も同じ8月2日（日本時間・現地では8月1日）というおまけも付いた。さらにその8月2日は、人見の命日でもあった。
その後は足底筋膜炎や、小出監督やチームメート等との軋轢等もあってスランプに陥った。「何故走り続けるのか」ということに答えが出ず、苦悩する時期が続いてマラソンは暫く走れなかった。その頃はよく、机の引き出しにしまっていた銀メダルを何度も見つめては「御免なさい」とつぶやき、メダルに向かって謝りながら泣いたこともあったという。さらには「もう死んでしまいたい」と、真剣に思い詰めたりしていたらしい。それでも「このまま選手生活を終わらせたくない」とも常に考えていた有森は、1994年足の踵の手術成功をきっかけに、再び走ることへの意欲を持ち、次の1996年開催のアトランタオリンピックにも女子マラソン代表で目指すことを決意する。

### アトランタ五輪で銅メダル
1995年、五輪選考レースだった北海道マラソンへバルセロナ五輪以来、約3年ぶりのフルマラソンに出走する。そのレース前日の記者会見で有森は、今までの苦悩を思い巡らせながら「もう一度スタートラインに立てて嬉しい」と涙を見せた。北海道マラソン当日は、気温25度前後と小雨の涼しい好条件の中をスタート。有森はレース前半から独走となり、粘り強い走りが復活。大会初のサブ30となる2時間29分17秒の当時の大会新記録を樹立し、マラソン初優勝を達成。この成績が高く評価されて、アトランタ五輪女子マラソン代表に選出。二大会連続の五輪出場となった。
1996年アトランタ五輪女子マラソン本番での有森は、30Km地点で2位集団を抜け出してスパート、トップを走っていたファツマ・ロバ（ エチオピア）を追いかけ始める。その後33Km過ぎでは、前回のバルセロナ五輪に続いて、ワレンティナ・エゴロワとの激闘を繰り広げた。しかし35Km手前でエゴロワとは徐々に引き離され、苦しい表情を浮かべながらも3番手の位置を死守していた。
そして有森は優勝したファツマ・ロバ、2位のエゴロワに続いて陸上競技場へ入る。4位のカトリン・ドーレにゴール直前で追い上げられたが、わずか6秒の差で逃げ切って3位入賞、銅メダルを獲得した。二大会連続の五輪メダル獲得は、日本女子陸上選手では有森が初である。
ゴール後のインタビューで「メダルの色は、銅かもしれませんけれども……、終わってから、なんでもっと頑張れなかったのかと思うレースはしたくなかったし、今回はそう思っていないし……、初めて自分で自分をほめたいと思います」と涙ながらに語った姿は感動を呼んだ。「自分で自分をほめたい」という言葉はフォーク歌手高石ともやが書いた詩の一節を引用したもので、この詩を初めて聞いたとき涙を流して感動し、いつかこの言葉を言いたいと暖めていたもので、その年の流行語大賞に選ばれた。なお、「自分で自分をほめてあげたい」は誤記である。
この年、肖像権の自主管理（それまで日本の陸上選手は、日本陸連が選手から肖像権の預託を受け、陸連が日本オリンピック委員会に一括して委託していた）を主張し、自らプロ宣言を行いCMに出演。事実上日本の「プロランナー」第1号となった。有森のプロ宣言や上述のライツの影響もあり、日本オリンピック委員会は選手の肖像権の一括管理を断念した。

### 休養宣言・引退
1999年4月、アトランタ五輪以来2年8カ月ぶりのマラソンとなったボストンマラソンに出走。練習過程で転倒し、膝や顔を打撲するハプニングに遭いながらも、自己記録を8年ぶりに更新する2時間26分39秒のゴールタイムをマークして3位入賞を果たす（6位には後の世界記録保持者となる初マラソンのキャサリン・ヌデレバ（ ケニア）がいる）。この記録が有森のマラソン自己ベスト記録となった。
翌2000年1月の大阪国際女子マラソンに出走、シドニーオリンピック代表を目指した。体調が万全でない中、レース序盤から先頭集団のハイペースに加わるも、15Km手前で集団から脱落して結局9位に終わり、五輪3大会連続出場はならなかった。翌2001年6月のゴールドコーストマラソンでは約6年ぶりのマラソン優勝を果たしたが、ゴールタイムは2時間35分40秒の平凡な記録に留まった。同年11月の東京国際女子マラソンでは20km付近まで大集団を引っ張って10位でゴール、その後一旦休養を宣言する。
2000年9月、シドニー五輪本番で有森はTVゲスト解説者として出演、かつてリクルート所属時の後輩だった高橋尚子（当時積水化学所属）の優勝を見届けている。2004年8月のアテネオリンピックでも、TVのマラソン実況解説者として野口みずきの優勝を伝えた。
2006年5月、翌年2月の東京マラソン2007を最後に、競技生活から引退することを発表する。その東京マラソン女子の部では22km過ぎで転倒、膝や手を出血するアクシデントに見舞われたが、2時間52分45秒で5位と完走した（優勝は豊田自動織機の新谷仁美、2時間31分1秒）。この東京マラソンでは走行中、自身のarimoと書かれた帽子をスーパーニュースの記者・スタッフに向かって投げた。後に帽子は視聴者にプレゼントされた。
競技者としては引退したが、それ以降もゲストランナーとしてはレースに出る意向である。

### 現在の活動

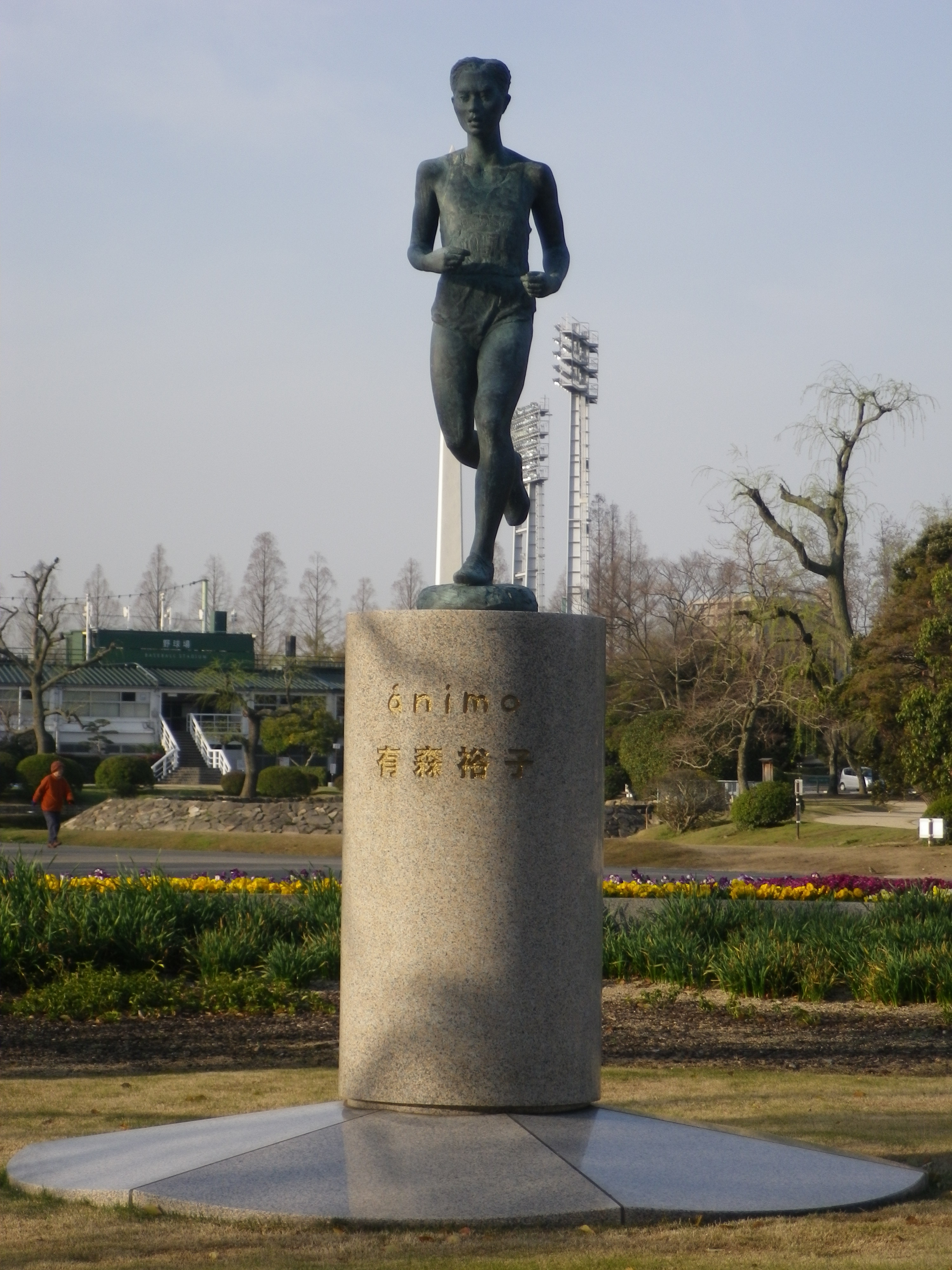
有森裕子像（岡山県総合グラウンド内）

2001年に休養を宣言してからの有森は、ハート・オブ・ゴールドや国連人口基金親善大使（2002年より）などで幅広く活躍している。また、2002年にはスポーツ選手のマネジメントやイベントなどスポーツビジネスを手掛ける会社、ライツ（小出義雄・金哲彦・鈴木博美・衣笠祥雄・デーブ大久保・竹原慎二・中垣内祐一・デューク更家やイアン・ソープらの窓口となっている）の設立に参画し、自らは同社取締役として経営の一角を担う。現在は自身のマネジメントを株式会社アニモが行っている。
2004年12月22日に桃太郎スタジアム（岡山県総合グラウンド陸上競技場）にブロンズ像が設置された。像のタイトルは「animo」。岡山大学の上田久利助教授が製作した。また、2003年5月17日には郷里の岡山市に記念館「アニモ・ミュージアム」が開館した。全盛期の靴やウェア、各種メダル等を展示している。
2007年3月12日に日本陸上競技連盟の理事に新しく就任した（同じく元走高跳五輪代表の曽根幹子も新理事に就任。それに伴い、2001年から理事を6年間務めた増田明美と山下佐知子の二人が退任）。
2016年の東京オリンピック招致に際してはアンバサダーに任命された。オリンピックデーと重なった2007年6月23日には、セ・パ交流戦東京ヤクルトスワローズVS千葉ロッテマリーンズ（明治神宮球場）の始球式をおこなった。
2008年3月20日に認定特定非営利活動法人スペシャルオリンピックス日本の理事長に就任。
2010年、国際オリンピック委員会女性スポーツ賞を日本人として初めて受賞した。
2014年1月31日付で、日本プロサッカーリーグ（Jリーグ）理事（非常勤）に就任。また、母校の日本体育大学で講義（教員・客員教授）を受け持ち、教員になるという若い頃の夢を実現させている。
2015年7月には、「日本フェアプレイ大賞」（日本体育協会が展開）のフェアプレイ・アンバサダーに就任した。
2015年11月8日、出身地の岡山市にて「第1回おかやまマラソン」が開催、同大会のスペシャルアンバサダーに就任。なお、おかやまマラソン本番当日の有森は、「東京マラソン2007」以来8年振りにフルマラソンに出場。事前の練習がほとんどできず、20Km付近で立ち止まる場面も有った中、4時間46分32秒のゴールタイムで完走を果たした。
翌2016年11月13日、「第2回おかやまマラソン」に再びフルマラソンに出走。昨年より約25分も速い、4時間21分59秒で走破した。
2021年に日本陸上競技連盟の副会長に就任。
2025年6月25日、日本陸上競技連盟の第9代会長に選任された。

### 恩師・小出義雄監督が80歳で病逝
2019年4月24日、かつて実業団のリクルート所属時代に監督として指導を受けた恩師・小出義雄が、肺炎により80歳で逝去。その訃報に関して有森は「体調が悪く、何度か倒れて練習を見られないということは聞いていた。それでも小出監督と会った時は気を遣って元気でいるが、会った後にガクンと来るらしくて。病院で見舞いに行った時もよく喋り続けて、私が忘れている出来事迄よく覚えてくれていた」「最初に監督と会ったのは、まだ私が全く無名の頃。リクルートに入ってからも全然走れない私に、監督はその都度練習メニューを一生懸命考えてくれた。喧嘩もよくしたけど、手の掛かるアスリートに困り続けていた監督の顔が浮かんでくる」と涙ながらに想い出を語った。
さらに有森は「小出監督と最後に逢ったのは今年3月の名古屋ウィメンズマラソン。「マラソン当日の朝ホテルで私がうろうろしてた時、鈴木博美・高橋尚子・他の積水化学時代のOG・元市立船橋高校の卒業生達も含めて全員と監督がバッタリ。『小出監督、来ていたんですね。元気じゃないですか』と言った後に『監督、一緒に写真撮りましょうか』って。今と成っては本当に良い写真が撮れて良かった」「近年の監督の口癖は『最近の選手は指導がとても難しい。お前達みたいな、根性の有る選手が今居ないんだよ』と嘆いていた。1人でも2人でも、東京（五輪）に出させたかったみたいで。段々と監督自身が選手達の練習風景を、直接見に行けない事を凄く悔やんでいた」等とコメントしていた。

## 交友関係
師であった小出義雄によると、日本最高記録を作ったことがあるとはいえ、有森のトラックでのスピードや練習量自体は他のランナーと比較して決して突出したものではないという。ただ彼女はいざというときに限界まで自分の力を出し切れる能力があり、それがレース本番での結果に結びついたとのことである。なお1999年、小出の著書である『夢を力に!』が英訳されるかたちで、有森が高校2年生の英語教科書に登場している。
有森は、1988年のソウルオリンピック女子マラソンで優勝し金メダルを獲得したロザ・モタ（ ポルトガル）を尊敬している。1990年有森の初マラソンで6位だった大阪のレースでモタが優勝したが、一緒に出走したそのレースをきっかけに親交を深めていった。91年世界陸上女子マラソン東京大会で、優勝候補ながらも体調不良だったモタは、レース中盤で脱落しかける頃、有森に対し「イケル!」と笑顔で声を掛けた後に遅れていったという（その後モタは途中棄権）。そのモタの応援のおかげで有森は4位入賞ができた、と言っている。また世界陸上最終日の男子マラソンで、谷口浩美が金メダル獲得の快挙を成し遂げた際、競技場のスタンドで有森の横に座っていたモタは、谷口の優勝の瞬間自分のことのように喜んだ、という。モタが現役引退後の96年アトランタ五輪女子マラソンでは、レース前にモタは有森の前にやって来て激励してくれて、有森は大変嬉しかったと語っている。
1994年に有森が足の踵の手術で入院中、バルセロナ五輪男子マラソンの金メダリストの黄永祚（ 韓国）も有森と一緒に同じ病院で過ごしていた。その時に黄からは「僕はオリンピックで金メダル獲ったけど、あなたは銀メダルでしょ？また次のアトランタ五輪に出場して、今度は金メダルを獲りにいかないとね」と励まされたのをきっかけに、黄とも仲良しになったという。
他、有森がトップランナーだった頃の日本女子代表の良き戦友であった、バルセロナ五輪女子マラソン4位入賞の山下佐知子（現・第一生命女子陸上部監督）とは、今でも仲の良い親友である。特に有森は1996年の正月に、山下から「頼むから（アトランタ五輪の）スタートラインだけには立ってくれ」と記した、年賀状を貰ったことが一番の思い出であるという。
歌手の渡辺美里と親交があり、笑っていいともテレフォンショッキングでも紹介する間柄である。また渡辺の「ランナー」という曲は、「頑張っている友人（有森）のために歌う」として1997年の西武球場ライブで披露された。
1998年にアメリカ人男性と結婚したが、2011年からさかのぼること数年前に活動拠点が別々になった。このため同年7月に離婚したことを2012年6月25日付けのマスコミ各社に向けたFAXにおいて公表した。

## 主な記録（マラソンのみ）
| レース日       | レース名                       | 順位 | 記録          | 備考                                                     |
| -------------- | ------------------------------ | ---- | ------------- | -------------------------------------------------------- |
| 1990年1月28日  | 大阪国際女子マラソン           | 6位  | 2時間32分51秒 | 当時初マラソン日本最高記録                               |
| 1991年1月27日  | 大阪国際女子マラソン           | 2位  | 2時間28分01秒 | 当時日本最高記録、世界陸上東京大会選考レース             |
| 1991年8月25日  | 世界陸上競技選手権大会東京大会 | 4位  | 2時間31分08秒 | 世界陸上入賞、バルセロナ五輪選考レース                   |
| 1992年8月1日   | バルセロナオリンピック         | 2位  | 2時間32分49秒 | 五輪2位入賞、銀メダル獲得                                |
| 1995年8月27日  | 北海道マラソン                 | 優勝 | 2時間29分17秒 | マラソン初優勝、当時大会新記録、アトランタ五輪選考レース |
| 1996年7月28日  | アトランタオリンピック         | 3位  | 2時間28分39秒 | 五輪3位入賞、銅メダル獲得                                |
| 1999年4月19日  | ボストンマラソン               | 3位  | 2時間26分39秒 | マラソン自己最高記録                                     |
| 2000年1月30日  | 大阪国際女子マラソン           | 9位  | 2時間31分22秒 | シドニー五輪選考レース                                   |
| 2000年11月5日  | ニューヨークシティマラソン     | 10位 | 2時間31分12秒 |                                                          |
| 2001年6月24日  | ゴールドコーストマラソン       | 優勝 | 2時間35分40秒 | 約6年ぶりのマラソン優勝                                  |
| 2001年11月18日 | 東京国際女子マラソン           | 10位 | 2時間31分00秒 | このマラソンで暫くの間休養宣言                           |
| 2007年2月18日  | 東京マラソン                   | 5位  | 2時間52分45秒 | このマラソンを最後に現役引退                             |

## 自己ベスト
- 10 km 33分28秒 （2000年8月5日）
- 15 km　51分51秒　(2000年7月9日)
- ハーフマラソン 1時間11分05秒 （1996年2月11日）
- マラソン 2時間26分39秒 （ボストンマラソン・1999年4月19日）

## エピソード
日本体育大学在学時代の1986年にTBSテレビにて放映されたテレビドラマ『早春物語』では駅伝レースの場面で自らランナーとして出演している。その縁でドラマの主演を務めた荻野目洋子と親しくなったことを明かしている。
2008年5月に全国公開された映画『相棒 -劇場版- 絶体絶命! 42.195km 東京ビッグシティマラソン』に、特別出演として約1万人のエキストラと共に、マラソンランナーとして数秒間スクリーンに登場している。

## メディア出演
- かながわ情熱アスリート（神奈川県内ケーブルテレビ協議会加盟各局） - ナビゲーター
- NHK紅白歌合戦（NHK総合・ラジオ第1）
  - 第43回（1992年12月31日） - 審査員
  - 第47回（1996年12月31日） - 審査員

## 著作
映像
- 『有森裕子 光りかがやくために』小学館、1996年（ISBN 978-4099037581）

### 単著
- 『アニモ』メディアファクトリー、1997年（ISBN 978-4889914597）
- 『わたし革命』岩波書店、2003年（ISBN 978-4000026468）。副題『be proud of yourself』障害者向け資料あり
- 『有森裕子のマラソンブック：フルマラソンで4時間を切る!』マガジンハウス、2009年（ISBN 978-4838719884）
- 『やめたくなったら、こう考える』PHP研究所〈PHP新書 ; 813〉、2012年。

障害者向け資料あり

### 共著
- 里中満智、武宮正、西本鶏介『わたしはだれ？』児童書、ポプラ社〈10代の哲学 ; 1〉、1997年。障害者向け資料あり。マラソン、漫画、碁などを志した頃から考える。
  - 中国誤訳『我是谁』高增杰 訳。广西教育出版社〈青少年哲学丛书〉、1999年。
- 有森裕子 談、林雄二郎 編著「心の金メダル 」『フィランソロピーの橋：こころ豊かな社会を築くために』TBSブリタニカ、2000年。（ISBN	4-484-00208-6｡）
- 有森裕子 談、スポーツ・グラフィックナンバー 編「向日葵の道」『Sports Graphic Numberベスト・セレクション 4』文芸春秋、2000年｡
- 岩波新書編集部 編「楽しみ多い『フォー・ミー』で走るということ」『英語とわたし』岩波書店〈岩波新書 新赤版 702〉、2000年。（ISBN 4-00-430702-3）
- 国連人口基金東京事務所 『有森裕子と読む人口問題ガイドブック：知っておきたい世界のこと、からだのこと』児童書、国際開発ジャーナル社、2004年（ISBN 978-4875390701）
- 「有森裕子『わたし革命』より」『栗山英樹が選ぶアスリートたちの世界集』学研〈中学生のためのショート・ストーリーズ 8 〉、2007年。（ISBN 978-4-05-202633-1）
- 稲次潤子 『スマイル・ランニングフォー・レディース』保健同人社、2009年（ISBN 978-4832703865）副題『笑って走れる秘訣は何? : メダリスト有森裕子とドクター稲次潤子が伝える』
- 有森裕子  述、友添秀則 編著「日本のスポーツ界をアップデートするために」『対談・座談現代スポーツの論点：オリンピック・パラリンピックレガシーを語り尽くす』大修館書店、2020年。（ISBN 978-4-469-26899-7）

## 関連書籍
家族、監督の著作
- 有森茂夫『裕子へ：旅立ちへの愛情物語』スターツ出版、1996年（ISBN 978-4915901287）
- 有森茂夫『娘・裕子と私たち 』かもがわ出版〈かもがわライブラリー〉、1997年（ISBN 978-4876993246）
- 有森茂夫・有森広子 共著『娘からの贈りもの：有森家の親と子の絆』（移動大学出版会、1994年（ISBN 978-4900801004）
- 有森広子『母が語る有森裕子物語』あいゆうぴい、1997年（ISBN 978-4900801097）
- 小出義雄『夢を力に!』ザマサダ、2000年（ISBN 978-4883970599） - リクルート陸上部入部の経緯からアトランタ五輪銅メダル獲得までを詳述。

その他
- 伊勢暁史『走る!　有森裕子・志水見千子・千葉真子アトランタ1996の激走』双葉社、1996年（ISBN 978-4575286298）
- 奥田益也 「第1章 踵に翼を 有森裕子と小出義雄総監督」『カントク：オリンピック女子マラソンランナーを育てた男たち』家の光協会、1996年（ISBN 978-4259544980） 。
- 金子ひろみ『メダルへの食卓：食べてきれいに強くなる 有森裕子アトランタ五輪銅メダルを支えた食事法』ベネッセコーポレーション、1996年（ISBN 978-4828817804）